# یوتیوبر
یوتیوبر (به انگلیسی: YouTuber) گونه‌ای از سلبریتی اینترنتی است و به کسی گفته می‌شود که آوازه خود را با فعالیت و اشتراک ویدئو در یوتوب به دست آورده‌است. این اصطلاح برای نخستین‌بار در سال ۲۰۰۶ در زبان انگلیسی استفاده شد.

## پیشینه
یوتیوب توسط چاد هرلی، استیو چن و جاوید کریم به وجود آمد که هر سه از کارمندان شرکت پی پال بودند. هرلی در دانشگاه ایندیانا در پنسیلوانیا درس طراحی می‌خواند در حالی که چن و کریم در دانشگاه ایلینوی در اوربانا دانش کامپیوتر را مورد مطالعه قرار داده بودند.
اولین ویدئوی یوتیوب برای نخستین‌بار در باغ وحش سن دیگو توسط جاوید کریم، از بنیانگذاران این شرکت ضبط شد. این ویدئو که "من در باغ‌وحش" نام داشت در صحنه‌هایی از باغ وحش فیلمبرداری شد و در تاریخ ۲۳ آوریل ۲۰۰۵ در وبگاه یوتیوب بارگذاری شد. هنوز هم امکان تماشای این ویدئو در یوتیوب وجود دارد.
یوتیوب عمومی در ماه مه سال ۲۰۰۵، شش ماه پیش از راه‌اندازی رسمی، در نوامبر ۲۰۰۵ ارائه شد. این وبگاه به سرعت رشد کرد و در ماه ژوئیه سال ۲۰۰۶، اعلام شد که در هر روز در یوتیوب بیش از ۶۵٬۰۰۰ ویدئو بارگذاری می‌شود و ۱۰۰ میلیون بار مورد بازدید قرار می‌گیرد. با توجه به آمار ارائه شده توسط شرکت تحقیقات بازار comScore، یوتیوب بهترین وبگاه به اشتراک گذاری ویدئو در ایالات متحده آمریکا است و ۴۳٪ مردم این کشور، ویدئوهای خود را در این وبگاه بارگذاری می‌کنند و در ماه مه سال ۲۰۱۰، ۱۴ میلیارد فیلم در یوتیوب بارگذاری شده‌است. طبق آماری، در هر دقیقه حدود ۶۰ ساعت ویدئو در یوتیوب بارگذاری می‌شود که حدود سه چهارم این ویدئوها را مردم ایالات متحده آمریکا بارگذاری می‌کنند. وبگاه یوتیوب در ماه ۱/۵ میلیارد کاربر فعال دارد. سیستم تبلیغاتی یوتیوب نیز به یوتیوبرها این امکان را می‌دهد که از ویدئوهای خود درآمد کسب کنند. تا اکتبر سال ۲۰۱۵، بیش از ۱۷٬۰۰۰ کانال با بیش از ۱۰۰٬۰۰۰ مشترک و نزدیک به ۱٬۵۰۰ کانال نیز با بیش از یک میلیون مشترک وجود داشت.

## درآمدزایی و بازرگانی

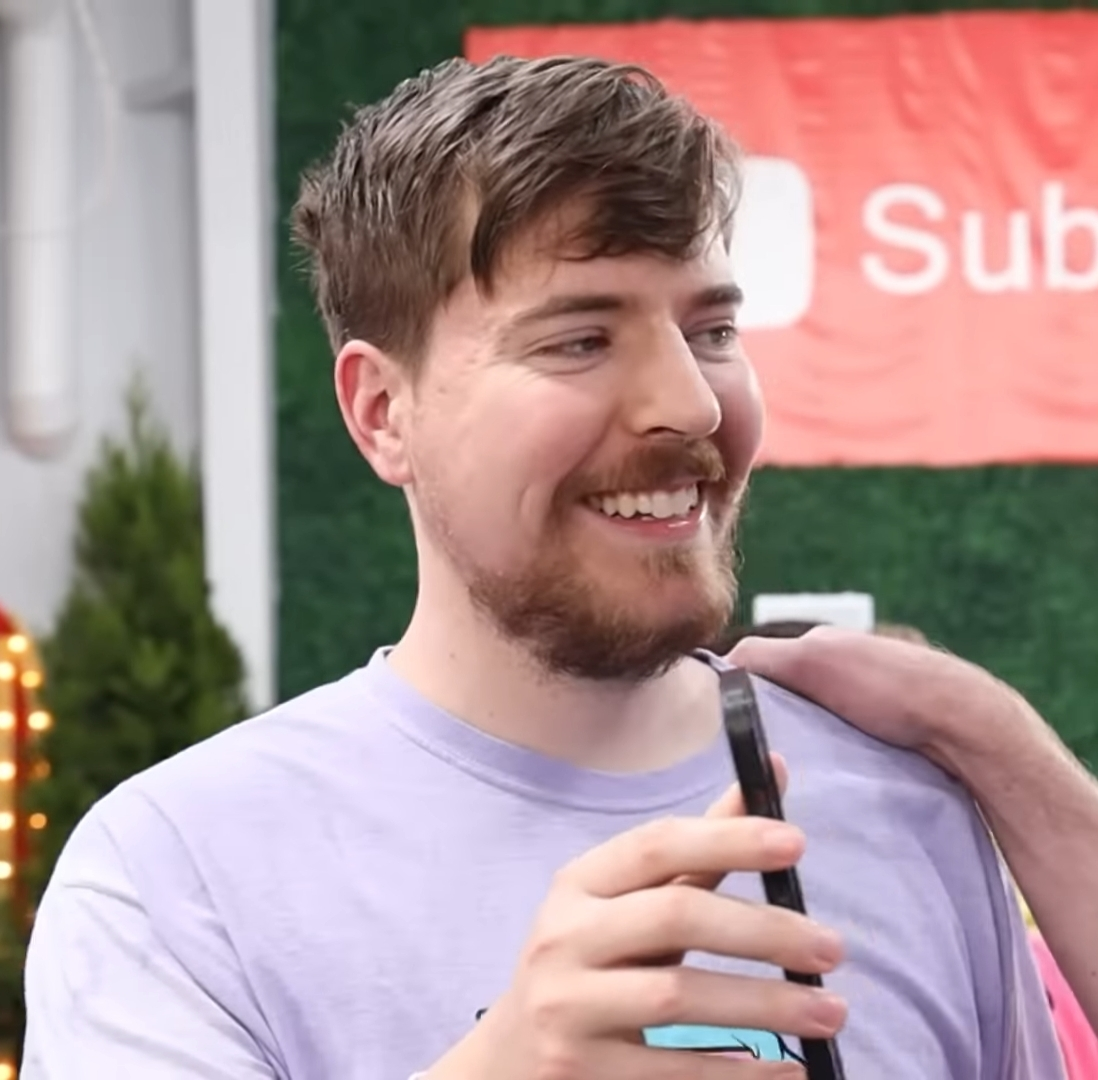
مستربیست هم‌اکنون اولین کانال با بیشترین مشترک را در این پلتفرم دارد، و پرمخاطب‌ترین یوتیوبر مستقل نیز هست.

کاربران یوتیوب می‌توانند از گوگل ادسنس درآمد داشته باشند. افزون بر این، آنها می‌توانند درآمد دیگری را از راه پیوندهای فروش یا تبلیغی، بازرگانی اینترنتی، و عضویت در برنامه‌های سوم با استفاده از پلتفرم‌هایی چون Patreon داشته باشند. کانال‌های پرهوادار یوتیوب پشتیبان‌های مالی شرکتی را نیز به دست آورده‌اند که برای قرار گرفتن محتوای تبلیغی‌شان در ویدیوها هزینه می‌کنند. در سال ۲۰۱۸، والمارت و دیگر کمپانی‌های بزرگ به دنبال استخدام ستاره‌های یوتیوب به عنوان اینفلوئنسر بودند.